# Just in sequence
Just in sequence (JIS) är ett synsätt och en planeringsfilosofi där man har utvecklat just in time-filosofin till att inte enbart omfatta att producera precis rätt mängd varor vid precis rätt tidpunkt, utan att även leverera i rätt ordning till kunden. 